# برندا ۱۶۰۹
سیارک ۱۶۰۹ (به انگلیسی: 1609 Brenda، نامگذاری:1951NL) هزار و ششصد و نهمین سیارک کشف شده‌است که در ۱۰ ژوئیه ۱۹۵۱ کشف شد.
قدر مطلق سیارک برابر ۱۰٫۶۱ است.